# 아이스 밀크

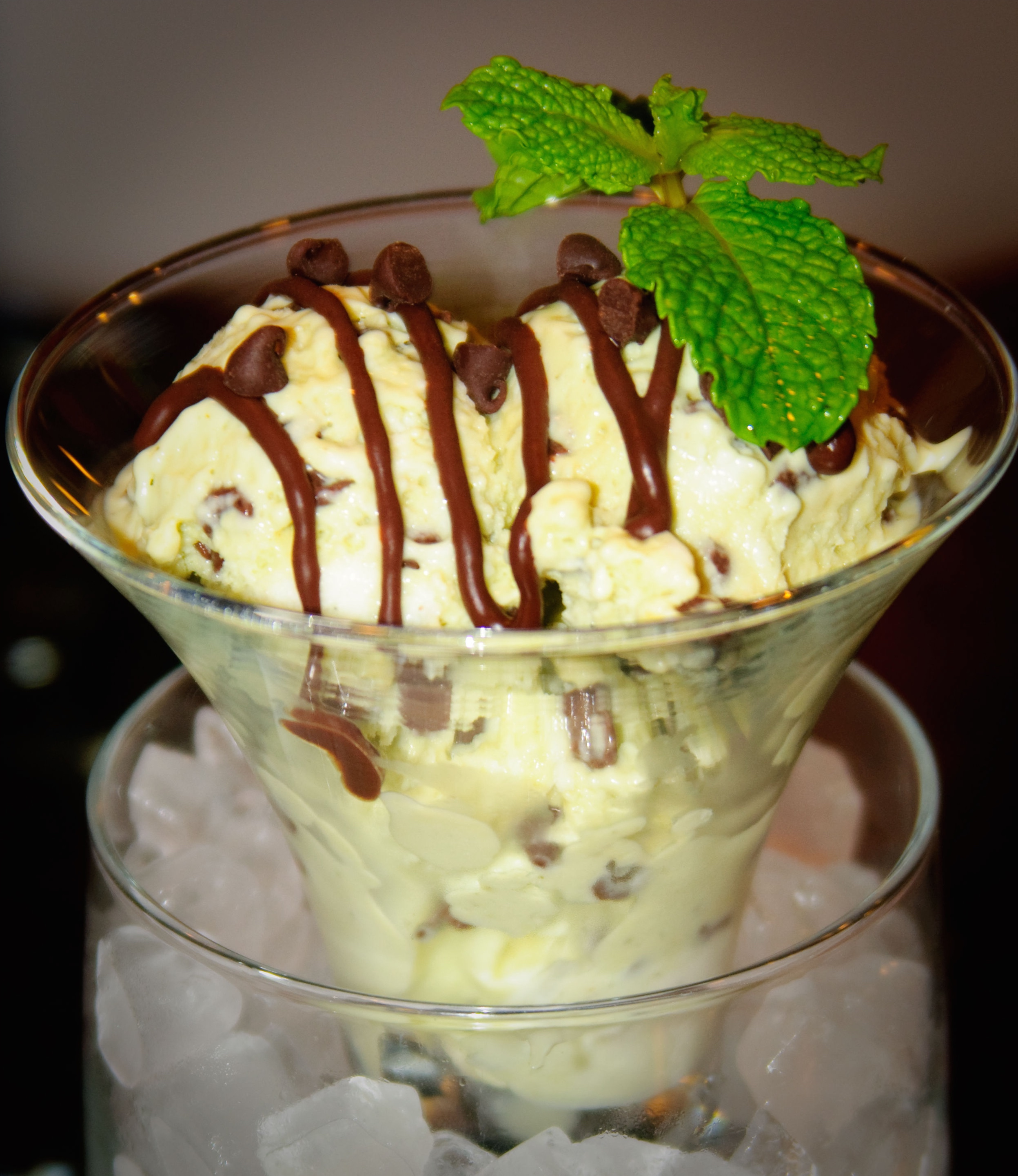
민트 초콜릿 칩 아이스 밀크

아이스 밀크(ice milk)는 얼린 유제품이며 아이스크림의 일종이다. 대한민국의 '축산물의 가공기준 및 성분규격'에 따르면 유지방분이 2~3%이고, 유고형분 7~15%일 때 아이스밀크로 분류된다.
이탈리아의 젤라토가 아이스밀크에 해당한다. 대한민국에서는 서주아이스주가 1973년 처음 출시된 이래 현재까지 꾸준히 판매되고 있다.
1994년 미국 식품의약국의 규정이 변동되어 미국에서는 아이스 밀크를 저지방 아이스크림으로 표기하는 것이 가능해졌다.